# Феликс Дзержински
Феликс Едмундович Дзержински (на руски: Фе́ликс Эдму́ндович Дзержи́нский) или Феликс Джержински (на полски: Feliks Dzierżyński) е съветски комунист, революционер и държавник от полски произход.
Той е основател и пръв председател на Всеруската извънредна комисия за борба с контрареволюцията и саботажа при правителството на Съветска Русия – болшевишката тайна полиция с първоначално име Всерусийска извънредна комисия (ВЧК), по-известна само като ЧК (Всероссийская чрезвычайная комиссия по борьбе с контрреволюцией и саботажем при СНК РСФСР), предшественичка на бъдещия Комитет за държавна сигурност на СССР (по-известен като КГБ).

## Биография
Дзержински е роден в шляхтишко семейство в имението Дзержино́во (Дзяржиново), близо до Ивянец и Ракау в Беларус (днешен Воложински район, Минска област), тогава в границите на Руската империя. Изключен е от училище за революционна дейност. По невнимание застрелва сестра си Ванда.
Присъединява се към марксистката Литовска социалдемократическа партия през 1896 г. Сред основоположниците е на социалдемократическите традиции в Кралство Полша и Литва през 1900 г. Голяма част от младините си прекарва по затвори. Арестуван е по обвинения за революционна дейност през 1897 и 1900 г., заточен е 2 пъти в Сибир, но успява да избяга. Отива в Берлин и се завръща, за да участва в неуспешната революция от 1905 г. Отново е затворен, този път в арест на т.нар. Охранка. Пуснат е на свобода през 1912 г. Скоро след това отново е арестуван за революционна дейност и е затворен в Москва. Освободен е през март 1917 г. („бяга“, според в-к „Правда“) от затвора заедно с много други затворници. Присъединява се към Болшевишката партия.
След Октомврийската революция (1917) заема редица високи постове в Съветска Русия и СССР:
- председател на ВЧК на РСФСР (20.121917 – 08.07.1918; 22.08.1918 – 01.03.1922)
- народен комисар на вътрешните работи на РСФСР (30.03.1919 – 06.07.1923)
- председател на ГПУ при НКВД на РСФСР (01.03.1922 – 18.09.1923)
- народен комисар на железопътния транспорт на СССР (06.07.1923 – 02.02.1924)
- председател на ОГПУ на СССР (18.09.1923 – 20.07.1926)
- председател на Висшия съвет на народното стопанство на СССР (02.02.1924 – 20.07.1926)

Като ръководител на ВЧК Дзержински ползва методите на работа на тайната служба („охранката“) на Имперска Русия. Под негово ръководство те непрекъснато се усъвършенстват и прилагат, както в контраразузнаването, така и във външното разузнаване.
Бързо осъзнал липсата на какъвто и да е контрол от страна на Совнаркома върху дейността на ВЧК, Ф. Е. Джержински става иноватор в провокационните манипулации, представляващи създаване на фалшиви организации, имитиращи контрареволюционна дейност с оглед привличане и впоследствие арестуване и ликвидиране на антисъветските елементи. Най-известните негови операции на които той е инициатор и ръководител са „Тръст“ и Оперпут". Чрез тях ВЧК прониква дълбоко в останалите в СССР контрареволюционни групи, както и в емигрантските кръгове на руското дворянство в чужбина. Имитацията на подготовка на контрареволюционно въстание в Болшевишка Русия е съвършена и заблудата е толкова голяма, че агентите на ВЧК успяват да примамят бележити дейци на контрареволюцията да се завърнат в СССР с оглед да „оглавят борбата“, при което веднага са арестувани, повечето от тях са измъчвани при разпит в подземията на Лубянка и в крайна сметка са ликвидирани.
Характерно за дейността на Джержински е, че като неотменим жалон в дейността си поставя своята безкомпромисна себеотдайност на олтара на революционната победа. Някои съвременни изследователи считат, че този негов похват е заимстван от възпитанието му за йезуит в ученическите му години. В историята на „тайния фронт“ той въздига провокационната дейност на междудържавно ниво. По-късно след смъртта му цялата методология по инспирирането на „революционни ситуации“, организацията на „народни и антиимпериалистически фронтове“ и свързаните с тях „активни мероприятия“ официално са провъзгласени на VІ пленум на Коминтерна като държавна политика на СССР.
За своята честност и неподкупност, а може би и заради нечовешката си жестокост, си печели прозвището Железния Феликс. Почива от инфаркт след разгорещено заседание. Погребан е в Некропола при Кремълската стена.